# 神经传递
神经传递是指神经元的軸突末梢释放神经递质後，与不远处的另一个神经元树突上的受体结合并发生反应的过程。 Ca 2+ 、Na + 、K +等离子浓度的变化是促成神经传递的關鍵。  